# Preto com um Buraco no Meio
Preto com um Buraco no Meio é o álbum de estreia do conjunto musical Casseta & Planeta. O disco reúne a maior parte do repertório dos shows da banda (inicialmente chamada Casseta Popular & Planeta Diário, referindo-se aos dois grupos de humor que lhe deram origem). Lançado pela WEA em 1989, foi gravado ao longo de duas semanas enquanto o grupo também apresentava no Canecão o show Eu Vou Tirar Você Deste Lugar. Um registro dos shows para promover o disco foi lançado em VHS pela Globo Vídeo.
O disco atingiu grande êxito com o funk "Mãe é Mãe", no qual Bussunda fazia sátira a Tim Maia. Outra faixa destacada, o samba "Tô Tristão", tinha uma versão para execução pública, com letra suavizada.  "Tributo a Bob Marley" também foi um quase-hit, e levou o grupo a se apresentar em programas como Globo de Ouro e Milk-Shake.
Seu título levou a acusações de racismo, porém, nada mais é do que a definição do disco de vinil, que é preto, com um furo no centro para que possa ser encaixado no toca-discos. A piada surgiu da resposta padrão da banda às perguntas de como o disco seria. O grupo afirmou ser coincidência o termo também ser usado como gíria para vítimas do Esquadrão da Morte.
A última canção do Lado B, Punheta, na verdade é uma faixa inexistente, atribuída no encarte a "Cassandra Rios, Bussulivan e Brassadas", com a observação "O Departamento de Censura da Polícia Federal proibiu tocar Punheta em todo o território nacional."
Preto com um Buraco no Meio foi originalmente lançado em LP e cassete. Nunca teve versão em CD, mas as principais faixas foram reeditadas em CD em The Bost of Casseta & Planeta, única compilação da banda.
A título de curiosidade, a furadeira que aparece na capa do disco é uma Bosch Industrial GSB-30-2, de 5/8".

## Faixas
Lado A
Todas as músicas compostas por Mu Chebabi.
| N.º | Título                                                                        | Letras                                                        | Duração |  |
| 1.  | "Mãe é Mãe"                                                                   | Bussunda                                                      | 4:30    |  |
| 2.  | "Diga"                                                                        | Bussunda                                                      | 3:05    |  |
| 3.  | "Com Tanta Gente Passando Fome"                                               | Bussunda                                                      | 3:02    |  |
| 4.  | "A Lambada" (efeito sonoro, creditado a "H. Shibata, Bussulivan & Brassadas") |                                                               | 0:06    |  |
| 5.  | "Tributo a Bob Marley" (participação de Djavan)                               | Hubert, Claude Mañel, Reinaldo Planeta, Beto Silva & Bussunda | 5:13    |  |
| 6.  | "Herança Genética"                                                            | Claude Mañel, Beto Silva & Leila Maia                         | 4:17    |  |

Lado B
| N.º | Título             | Letras                                                                                     | Duração |  |
| 1.  | "Tô Tristão"       | Beto Silva, Claude Mañel, Bussunda & Mané Jacó                                             | 3:47    |  |
| 2.  | "Adolescente"      | Bussunda                                                                                   | 2:51    |  |
| 3.  | "Rap do Vagabundo" | Reinaldo Planeta, Hubert & Marcelo Madureira                                               | 3:07    |  |
| 4.  | "Meu Bem"          | Beto Silva                                                                                 | 2:18    |  |
| 5.  | "Mobral"           | Reinaldo Planeta & Huber                                                                   | 4:52    |  |
| 6.  | "Mama Áustria"     | Bussunda, Claude Mañel, Hubert, Beto Silva, Reinaldo Planeta, Mané Jacó & Hélio de la Peña | 3:35    |  |
| 7.  | "Punheta"          |                                                                                            |         |  |